# Двадесетдруга египатска династија
Двадесетдруга египатска династија заједно са 21, 23, 24. и 25. династијом чине период у историји старог Египта, који је познат под називом Трећи прелазни период, који је трајао између 1069. и 747. године п. н. е..
Током ове династије (од 943. године п. н. е. до 720. године п. н. е.) владали су фараони из либијског племена Мешвеш. Ово племе се населило у Египат у доба Двадесете династије.

## Фараони Двадесетдруге египатске династије
Познати владари ове династије су:
- Шошенк I, владао од 943. п. н. е. — 922. п. н. е.
- Осоркон I, владао од 922. п. н. е. — 887. п. н. е.
- Шошенк II, владао од 887. п. н. е. — 885. п. н. е.
- Такелот I, владао од 885. п. н. е. — 872. п. н. е.
- Осоркон II, владао од 872. п. н. е. — 837. п. н. е.
- Шошенк III, владао од 837. п. н. е. — 798. п. н. е.
- Шошенк IV, владао од 798. п. н. е. — 785. п. н. е.
- Пами, владао од 785. п. н. е. — 778. п. н. е.
- Шошенк V, владао од 778. п. н. е. — 740. п. н. е.
- Педубаст II, владао од 740. п. н. е. — 730. п. н. е.
- Осоркон IV, владао од 730. п. н. е. — 716. п. н. е.